# 北附地菜
北附地菜（学名：Trigonotis radicans）是紫草科附地菜属的植物。分布于俄罗斯以及中国大陆的黑龙江、吉林、河北、辽宁等地，生长于海拔100米至800米的地区，常生于山地灌丛以及溪边草地，目前尚未由人工引种栽培。

## 异名
- Trigonotis coreana Nakai
- Trigonotis radicans (Turcz.) Stev. ssp. sericea (Maxim.) Riedl.